# コピーガード
コピーガード（英: Copy protection）とは、BDやDVDやVHSなど映像メディアや、CDやMDなどの音楽メディア、その他、パソコンソフトやゲームソフトなど各種メディアにおける無断複製を防止するため、著作権者が自ら、その著作物が複製出来なくなるように処理すること。

## 概要
法的には「技術的保護手段」と呼ばれる著作権者等の権利の一種である。主たる目的は著作権等の保護であり、その適用分野は上記のメディアの他、ソフトウェアや印刷物など、多分野に渡る。一般には「コピーガード」「コピープロテクト」「コピーコントロール」「コピー制御」などと称されることもあるが、特に磁気メディアにおける上書きプロテクトと混同される可能性を嫌い、「コピーガード」という呼称が好まれている。
近年、技術の発達により著作物等の複製を行った時の質が非常に高いものになり、また短時間で安価に複製が出来るようになったこと、複製を行える装置が広く一般に普及したことによって世界中で大量の複製された著作物等が氾濫するようになってきている。これに伴い、権利者の利権が害されているとの声もある為、著作物等に複製を行えないまたは一定以上の複製が行えないようにする技術的な措置が施されることが多くなっている。とはいえ、そもそも人間が作るものである以上、完璧な技術は存在しないとも言われており、開発当初は強力なコピーガードとされていたものの、数年経ってから思わぬ盲点が明るみに出る事もあり得る。
コピーガードはコピー商品やカジュアルコピーを防ぐためという大義名分で、これまで認められてきた私的コピーを何らかの形で制限する。また、その制限を突破されないために、多くのコピーガードはハードウェアやOSの想定外のことを行っており、たびたびトラブルを起こす。そのために、利用者や低レイヤの開発者からの印象は悪く、またメーカーもサポートに多くの労力がかかる。
コピーガード技術は視聴者に対してプロプライエタリなOSやソフトウェアを強要するものが殆どであった。DVDレコーダやテレビは(組み込み)Linuxで動いているものが多いにも関わらずプロプライエタリなファームウェアでしか再生できず、PC上での再生もWindows上でベンダー依存のソフトウェアを使わなければ再生できないというものが殆どであった。
これはソフトウェアの改良によりコミュニティに恩恵をもたらしたり身近な人を助けることを目的とした自由ソフトウェア運動(FSM)の精神とは相容れないものであった。FSMの支持者が主体となって行った事実は確認されていないものの、とにかく、複製ではなく視聴のためにアクセスガード及びコピーガードの技術的回避のための技術やシステムが半ば公然と開発、提供されることが常習化するようになった。最初にアクセスガード回避が実装されたOSSメディアプレイヤーのVLCは今ももっとも良く使われているメディアプレイヤーの中の一つとなっている。暗号化方式を非公開にして安全性を保つ方法は常に破られてきたため(CSSを解読するlibdvdcss、DVBスクランブルを解読するlibdvdcsa、CPRM/CPPMを解読するlibdvdcpxm、BD+のDRMを解読するlibbdplus、WMPのDRMを解読するFreeMe2 (後にFFmpegに移植される)、iTunesのDRMを解読するQTFairUse (後にVLCに移植される)、Adobe Flashの暗号化を解読するlibrtmpなど)、最近はHDCPやAACSやMULTI2 (地デジ)などのアルゴリズムを公開し鍵によって制限を保つ方法が主流となっている(HDCPはHDCP Encryption/Decryption Codeで、AACSはlibaacsで、MULTI2はARIB STD-B25 仕様確認テストプログラムで、MPEG-CENC (Common Encryption)はFFmpegやMP4BOXで解読可能)。ただしHDCPは弱い暗号の為にデバイスキーからマスターキーが推測されており、強い暗号のAACSもデコードに必要な鍵が漏れている。また、ハードウェアキーを使ったMULTI2も、インターネット越しによるシェアリングによって回避されてしまっている。
また、パソコン向けコピーガードにおいてはOSの防御システムを迂回してCPUやRAMの最深レイヤに直接アクセスしてクラッシュさせたり(Adobe Software Activation)、ブートローダの領域に書き込んでマシンを起動不可能にしたり(Adobe Flexnetなど)、rootkitを仕込んでトロイの木馬に利用されたり(コピーコントロールCD)といった、致命的な脆弱性を抱えるアクティベーションシステムが横行していた。光学ディスクを使ったプロテクトでは、わざとエラーを起こしたりするためにエラー訂正の強力なドライブなどとの相性が悪く、異常系の考慮が甘いドライブを痛めやすい。また、ノートパソコンが安くなるに従い、光学ドライブの搭載が省略されることが多くなってきている。加えてx64対応以前のAlpha-ROMを使ったゲームは、32bitエミュレーションがあるはずのx64 OS上で動かすことができないという事が起きている。ネットワークを使ったプロテクトでは、以前は開発元が倒産した場合にアクティベーションができなくなるというリスクがあったものの、現在ではSteamなどの大手プラットフォームによるオンラインアクティベーション管理が主流となっている。
このように、世の中には様々なコピーガード回避の手段が溢れているが、それらを全て遮断する事は非常に困難であり、また、法規制を強めるなどして取り締まりを強化しようとすると、今度は行政コストなどの問題もあり、著作権者等が意図しないコンテンツのコピーを完全に防止する事は、事実上不可能だとも言われている。そのため、一般的なツールによるカジュアルなコピーを排除し、複製を禁じているコンテンツをコピーガード回避の手段を用いて悪意を持って複製したことが証明できる方向に舵がとられつつある。

## 現在実用化されているコピーガード
違法な複製を防止するため、コピーガードは進化を続ける。しかし、新しいコピーガードが開発されると、その後、それを解除する技術も必ずと言っていいくらいに開発されるので、結局はいたちごっこに陥る事がよくある。この項目では、現在実用化されているコピーガードについて解説する。過去にコンピュータソフトウェアに使用されていたものについてはWarezに詳しい。

### ビデオなどに使用されているもの
映像信号などに使用されているコピーガードを以下に示す。

#### アナログ映像信号

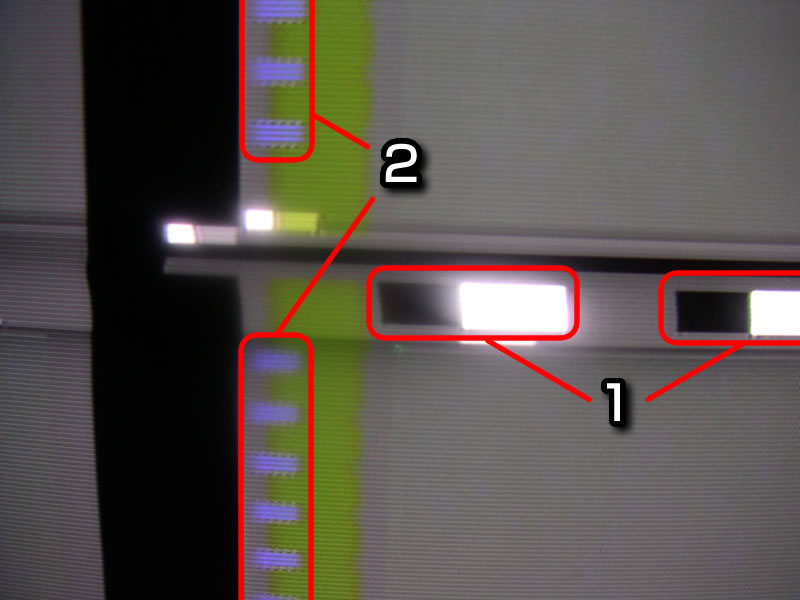
ブランキングエリアに重畳されたマクロヴィジョン方式のコピーガード信号

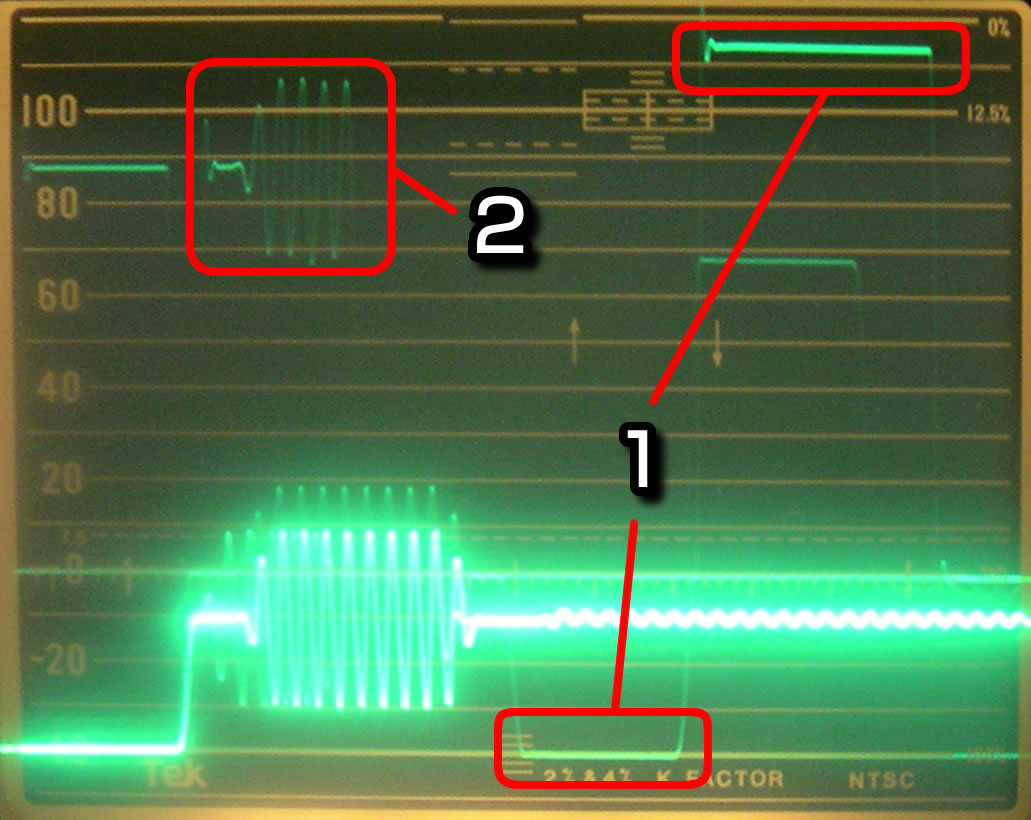
マクロヴィジョン方式のコピーガード信号の波形

APS（Analog Protection System）とも呼ばれる。アナログ映像信号にかけるコピーガードは、通常我々が画面を通じて見る映像の外側にあるブランキングエリアにかけられる。従って、テレビ・モニタで垂直同調の調整機能があるものではそのブランキングエリアを見ることによってコピーガード信号を見ることが出来る。右図中の1がマクロヴィジョン信号、2がカラーストライプである。

##### マクロヴィジョン方式
米ロヴィ社（旧社名はマクロヴィジョン社）が開発したコピーガードシステム。これが記録されたビデオソフトをVHSビデオデッキにダビングしても、ダビングされた映像は極端に明るくなったり、暗くなったり、或いは著しく垂直同調が乱れたりして、視るに堪えがたい画像になる。原理的には、VHSビデオデッキに搭載されている輝度処理回路のAGC（自動利得制御 - 輝度入力信号の利得（gain）を自動調整し、適切な輝度を保つ）機能を誤動作させる映像信号を入れることにより引き起こされる。
多くのテレビには、AGC回路が無いので映像が乱れることはないと言われており、また、そういった理由から市販DVDなどのソフトのパッケージに「DVDプレーヤーをビデオデッキ経由でテレビに接続すると、画像が乱れることがあるので、直接テレビに接続してください」と書かれているのだが、テレビデオについては、一部の機種で入力された映像が乱れて、正常に表示されない場合がある。
マクロヴィジョン方式のコピーガードは、AGC機能を備えるビデオデッキでなければ効果を発揮することが出来ない為、Hi8・8ミリビデオ・ベータマックス、初期の頃のVHS、或いはAGC機能を切った業務用ビデオデッキでは、コピーガードが働かず、その他、過去に発売された製品の中には、同期信号の入れ替えなどによって、マクロヴィジョン方式が無効（同期信号の入れ替えなどによって、後述の「CGMS-A」も無効になる場合がある）になってしまう録画機も一部存在する。あるいはビデオデッキ2台をRFケーブル接続した場合も、無効になる場合もある。
なお、日本においてはマクロヴィジョン方式のバリエーション的なものも存在し、例えば「松竹方式」「シナノ企画方式」といったものなども存在し、当時としては、かなり強力なガードであり、古いビデオデッキ利用やRF接続程度では、全く解除できるものでは無いほどで、普通に視聴していてもノイズが気になるという苦情もあった。そういった理由であえてコピーガードを除去する装置を利用するAVマニアも一部に存在していた。
もっとも、最近のDVDレコーダーやBDレコーダー等はこのマクロヴィジョン方式のコピーガード信号を検出したら、自動的に録画停止になるなどの動作をするものも多くなっているが、上記で述べた同期信号を入れ替える一部の製品を経由して、映像信号を入力する事で、DVD-R/RW/RAM、BD-R/RE等のメディアへの録画が可能な場合がある。波形モニタで表示させたマクロヴィジョン信号を、右図中の1に示す。

##### カラーストライプ
「カラーバーストコピーガード」とも呼ばれる。マクロヴィジョン規格の一部で、急速に変調したカラーバースト信号をビデオ信号に加えることによるコピーガード。前項の「マクロヴィジョン」と重複して掛けられることが多い。このコピーガードがかかったビデオソフトをVHSビデオデッキでダビングすると、録画した映像には細い横線が15本から25本、均等間隔で入る。「カラーストライプ」と呼ばれるのは、色の乗っている部分にのみこの縞模様が見られる為である。波形モニタで表示させたカラーストライプを右図中の2に示す。
「松竹方式」「シナノ企画方式」も含めた従来のマクロヴィジョン方式は全く通用しなかったHi8・8ミリビデオも、このカラーストライプだけには作動する。ただし、登場し始めた時期が遅かった（販売・レンタル共にDVDソフトへの移行が本格化し始めた時期だった）事もあり、この方式のコピーガードを映像信号に搭載したビデオソフトは少ない（2003年に公開された映画『アドルフの画集』のVHS版ソフト等）。今後一層、ビデオソフト版は製造・販売されないケースの顕著化が避けられない以上、この方式の存在がますます薄くなり、幻のコピーガード方式扱いされるものと思われる。

##### CGMS-A（Copy Generation Management System - Analog）
映像信号にコピー世代・コピー可否の管理情報をのせ、これに対応するレコーダーに相応の動作をさせるというもの。これには著作者の意図に従い「コピーフリー」「コピーワンス」「コピー禁止」などの信号を選択して付加することが出来るようになっている。アナログの映像信号ではCGMS-Aとして使用される。対応レコーダーの基本動作としては、映像入力に「コピーワンス」の信号が乗っていた場合には、媒体に対し「コピー禁止」の信号を乗せて記録すると言うことである。これにより、「コピー禁止」の段階にある映像ソースをHDD・DVD・BD・D-VHSレコーダー（これらに内蔵されたVHSレコーダーを含む。通常はコピー制御対応）などで録画しようとしても、レコーダー側が自動的に停止するなどして録画することが出来ない。
ただし、あくまでレコーダー側のみの機能に依存するため、相応の動作をしないレコーダーだったり、レコーダーとの間でその信号が除去、あるいは改竄されてしまう様な事があれば、事実上無力になる弱さを持つ。アナログ記録方式の家電レコーダー（従来から存在するアナログVHS（ノーマルVHS・S-VHS・W-VHS）、8ミリビデオ、ベータマックスなど）については、この方式のコピーガード登場以前の規格であるため原理的にこの影響を受けるものは存在しないが、アナログ入力（S端子、RCA端子）のPC用キャプチャ・デバイス機器（例：アイ・オー・データ機器製 GV-MVPシリーズ等）や、後期の8ミリ・Hi8ビデオカメラや、デジタルビデオカメラ（miniDV）、DVデッキ、及びアナログ入力PDA用キャプチャー機器（シャープ製 MPEG-4ビデオレコーダー CE-VR1）では当該信号を検知次第、録画動作が自動停止される仕組みが採り入れられている。
日本において地上波と衛星放送のデジタル放送（ISDB）で実施されているコピー制御は、このCGMSにより制御されている。放送開始当初は、一部の有料放送を除き、CGMS-Aの内容は、「コピーフリー」だったが、2004年4月5日からは、全てのチャンネルの全ての番組が「コピーワンス」に変更された。これによって、多くの視聴者から反発の声がある（詳しくは、「B-CAS」の項目を参照）。
なお、ダビング10の施行後においても、各種対応機器でのCGMS-Aによるコピー制御の仕様には変更がなく、アナログ映像入出力に関しては従来通りコピーワンス制御が掛かる。詳細はダビング10を参照。

#### デジタル映像信号
デジタル映像信号にはさらに強力なコピーガードがかけられており、今後ともその種類・バリエーションが増えていくものと考えられる。代表的なものを以下に示す。

##### DTCP（Digital Transmission Content Protection）
DTCP（Digital Transmission Content Protection）は、日立、インテル、パナソニック、ソニー、東芝の5社が共同で開発し1998年に発表したデジタル伝送用のための暗号化技術。5社が開発したことから「5C（Five Company、ファイブ・シー）」などとも呼ばれる。IEEE 1394（FireWire・i.LINK）用のDTCP-1394やIP用のDTCP-IP（DLNAで使用）などがある。機器ごとにIDを持たせ、公開鍵暗号または共通鍵暗号を利用して相互認証し、双方でコンテンツ保護が行えると認識しあえて初めて録画・再生が可能になるシステム。認証出来るとレコーダー側に復号用のカギを持たせ、映像データなどを暗号化して送信する。CCI（Copy Control Information）によって「Copy Free」「Copy Once」「Copy No More」「Copy Never」の4つのモードを指定できる。また、SRM（System Renewability Message）により不正機器のリストを共有することができ、不正機器のみを排除することが可能。CGMSやSCMSのようにレコーダー側の機器に依存することは無くコンテンツ保護機能を持たない機器を排除出来る。ただし、極めて稀ではあるものの、何らかの不具合でコピープロテクションが正常に機能しない場合もある。

##### CSS（Content Scramble System）
CSS（Content Scramble System）は、多くのDVD-Videoソフトで採用されているコンテンツ暗号化システム。映像コンテンツを暗号化し、その暗号鍵を複製できないエリアに記録するもので、これが施されたソフトはパソコンなどで単純にコピーしても暗号鍵自体は複製できないため再生できない。リアルネットワークス子会社のDVD-Video再生ソフトウェアにCSSの解除キーが暗号化されずに埋め込まれ、これをノルウェーの当時16歳の少年ヨン・レック・ヨハンセンが解析、1999年にCSS回避ツールDeCSSを開発・公開した。現在ではDeCSSと同種のソフトウェアが多数インターネットなどで出回り、容易にCSSを解除できるようになってしまっている。
なお、日本においては、現在のところ、『CSSの位置づけは「アクセスコントロール技術」であり、著作権法で保護されているコピーガードには該当しない』というのが、文化庁文化審議会の見解である。そのため、2012年6月20日にDVDなどに用いられる「CSS」などの暗号型技術を、著作権法上の対象となる「技術的保護手段」に追加するDVDのリッピングの違法化を盛り込んだ著作権改正法案が可決されている。これに伴い、CSS等の暗号型の保護技術を回避してのDVDのリッピングは私的複製の対象外となり違法行為となる（ただし、CSS等の保護技術が使われていないDVDのリッピングについては、改正後も従来と変わりはない）。CSSを回避するプログラム・装置を提供することについても規制され、刑罰の対象となる。
著名なCSS解除ソフトをアップロードしていた者を著作権法違反で検挙、また出版社の自社のウェブサイトにCSS解除ソフトダウンロード先リンクを掲載していた、出版社の従業員1名と編集プロダクションの従業員2名も、著作権法違反の幇助で検挙された。
現在は、DVD Copy Control Association がライセンスを行っている。

##### AACS（Advanced Access Content System）
HD DVD・Blu-ray Discで採用されている。

##### ALPHA-DVD
韓国のセテックが開発したコピーガード。Alpha-ROMのDVD-Videoバージョン。専用デュプリケーターでの製作も可能。
Alpha-DVDはユーザーのPCにプログラムをインストールする必要がなく、ディスク上で動作するので作業プロセスを最少化可能。

##### ARccOS
ソニーが開発した構造プロテクト。ここ最近でこのコピーガードを採用する映画DVDが増えてきている。一部のDVDプレイヤー（ソニー製のものも含む）を使っていると正常に再生できない不具合を起こしたため、廃止するメーカーも出てきている。

##### Cinavia
Blu-ray Discで採用されている。

##### DVDMAGIC
視聴するにはインターネットで認証を行わなければならないプロテクト。起動時にDVDコピーソフトの起動を阻害しようとする。ケータイDVDが多い。

##### RipGuard
マクロヴィジョン社が開発したプロテクト。ARccOS同様、意図的にエラーとなる領域を記録しておくことで、コピー時の読み込みエラーを誘発させる。ユニバーサルピクチャーズ、ディズニー（ブエナ・ビスタ）、パラマウントのDVDに多い。ブエナ・ビスタ製のDVDで一部の古いDVDプレイヤーを使っていると正常に再生できない不具合を起こしたため、廃止するメーカーも出ると期待されていた。しかし、2011年の段階でもブエナ・ビスタは廃止しておらず、2009年6月2日のTBS導入、2011年1月18日のフジテレビ導入、2010年6月のポニーキャニオン導入など、採用するメーカーは増え続けている。

##### JumpingBoy
コピーすると本編ではなくジャンプする少年が映し出される。ユニバーサルやディズニー、ピクサーのDVDに施されている場合が多い。

##### UOPs
User Operation Prohibitionsの略で、ユーザー操作禁止を意味する。これは、DVDの最初にある注意書きや予告などをユーザーがスキップしたり早送りしたりすることを禁止する機能である。

##### CPRM（Content Protection for Recordable Media）
CPRM（Content Protection for Recordable Media）は、コピーワンス番組を録画するときに使われる方式である。詳細は当該記事を参照のこと。

##### CPPM（Content Protection for Prerecorded Media）
CPPM（Content Protection for Prerecorded Media）は、再生専用メディアのコピープロテクト方式。原理的にはCPRMと同じである。主にDVDオーディオメディアに採用されており、日本においては同品質の複製は「コピー不可」となっている（アメリカでは「コピーワンス」で決着。ただし日本でも、CDレベルの品質に落として複製する場合は「コピーワンス」である）。
Blu-ray DiscやHD DVDでは、CPRMやCPPMに比べ、より一層解除を困難にする、AACSなどの新しいコピーガードをパッケージソフトなどで採用している。

##### コピー禁止フラグ
コピー禁止フラグが立ててあるファイルや転送データはコピーすることが技術的に制限されていることを意味する。ただし、コピー禁止フラグ、は無反応機や無反応ソフトウェアによって無視される傾向にある。また、規制はあくまで民生機への実装のみであり、音楽・映像製作や映像編集に使われる業務用機・放送用機材においては、無視されるように作られている。前述のマクロヴィジョン方式などのアナログ方式の信号を検知したらそれをコピー禁止フラグとして取り扱う機器もある。
- SCMS管理情報
- CD-DA (一般的な音楽CD)のトラック情報(TOC)
- MP3のフレームヘッダの著作権ビット (CD-DAのTOCにあるビットと同じもの)
- 地デジにおけるダビング10のCCIフラグ
- S/PDIFのステータスビット
- au携帯の着うたファイルにおけるuuidcpgd ATOM
- 地デジレコーダーの保存ファイル(SROファイル)における東芝ヘッダ
- 前述のマクロヴィジョン方式などのアナログ方式をフラグとして使う方法。

##### リージョンコード
リージョンコードとは、DVD及びBlu-ray Discを再生することが出来る地域を制限する地域コードのことで、再生したいディスクとプレイヤーのコードが一致しなければ再生することは出来ない。日本のリージョンコードはDVDでは2、Blu-ray DiscではAとなっており、特定の地域でないと再生出来ないことからプロテクトの一種と言える。ただし、一部のメーカーからはリージョンフリーのプレイヤーが発売されていることも事実で、海外旅行などが多い映画ファンや海外へ転勤する日本人などがそのような製品を購入する場合があるという。PC側のソフトウェア系DVDプレイヤーはリージョンコードを無視する傾向が多い。また、DVDの場合は映像の記録方式をNTSC、PALのどちらかに設定することで物理的に一部のプレイヤーで視聴を制限させることも可能。
なお、各地域毎のリージョンコードは次の通りである。
- DVD
  - 0 (ALL) 全世界で再生可
  - 1 アメリカ・カナダ・世界の米領島嶼部
  - 2 西欧諸国・中近東諸国・南アフリカ・レソト・スワジランド・日本・グリーンランド
  - 3 東南アジア諸国・香港・マカオ・韓国・台湾・カンボジア・フィリピン・ミャンマー
  - 4 オーストラリア・ニュージーランド・大洋州諸国・メキシコ・中南米諸国・西サモア・ミクロネシア
  - 5 ロシア・旧ソ連諸国・エストニア・リトアニア・ラトビア・北朝鮮・モンゴル・アフガニスタン・南アジア諸国・アフリカ諸国
  - 6 中国
  - 7 未設定
  - 8 国際航空航路など特殊用途
- Blu-ray Disc
  - (リージョンフリー) 全世界で再生可
  - A 北米・南米・日本・朝鮮半島・台湾・東南アジア
  - B ヨーロッパ・アフリカ・中近東・オセアニア
  - C 中国・中央アジア・南アジア・ロシア・モンゴル
- S/PDIF (カテゴリーコード)
  - 20 日本
  - 22 電子ソフトウェア送出
  - 26 アメリカ
  - 30 ヨーロッパ

##### HDCP(High-bandwidth Digital Content Protection)
HDTVに対応したデジタルAV機器のなかには、HDMI(High Definition Multimedia Interface)端子が搭載されているものが存在する。このHDMIは元々パソコンとディスプレイを接続するための標準規格として広く採用されたDVI(Digital Visual Interface)がベースとなっており、広帯域のデジタル信号を伝送する事が可能で、伝送速度も十分に余裕を持っており、HDTVを支える重要な規格と位置づけられた。
それまでにもHD信号の伝送用としてD端子があったが、伝送できるのは映像信号のみで音声については別途ケーブルが必要だった。それに対し、HDMIなら1本のケーブルで映像信号・音声信号・コントロール信号が伝送できる点がメーカー各社の商品開発において評価された。HDMIは2004年5月にはVer.1.1となり、DVDオーディオの伝送も可能になり、更に2005年8月には、SACDの伝送が可能なVer.1.2となった。
しかし、著作権保護の観点から鮮明な情報をデジタル信号のまま伝送できることが問題とされた。そこで、HDCP(High-bandwidth Digital Content Protection)という方法が採用された。HDCPは、映像再生機器からディスプレイなどの表示機器にデジタル信号 を送受信する経路を暗号化し、コンテンツが不正にコピーされるのを防止する著作権保護技術(コピーガード)のひとつである。しかし、2010年9月にマスターキーが漏洩しており、暗号化自体も非常に弱いものであるため、研究者らはHDCPにもはや効力はなく崩壊していると警告している。そのため、4kTV対応機種で必須となるHDCP ver.2.2に規格がアップデートするまでの過程で、キーの更新やセキュリティの強化が図られている。ゲーム機ではPS4 ProやXBOX ONE SでHDCP 2.2が強制的に採用された。一部のゲーム機では部分的にHDCPを切ることも可能だが、DVD,BD,UHDBDおよび有償ストリーミングビデオの再生時はHDCPが強制的に有効化され、コンソールの電源ケーブルを直接遮断しない限りはずっとHDCPが入りっぱなしになる傾向にある。
HDCPは、各社のDVIやHDMIなどのデジタルインターフェースの暗号化に用いられているものの、D端子といったコンポーネント映像やS端子等のコンポジット映像から出力されるアナログ信号では、デジタル信号のような暗号化は原理的に不可能であり、また、コピーガードを加えたとしても除去が容易であると推測され、アナログ端子からの出力で作品の海賊版などが作られると懸念された。そこで、BDやHD DVDでは、AACSという新しい規格で、HD信号の出力を制限した。これにより、HD画質の映像をアナログ出力できる機器の製造と新規販売が全面禁止された。
ところが1990年代までに発売されたアナログハイビジョンテレビや、旧式のビデオプロジェクターなどにはHDMI端子が搭載されていないため、これらの機器ではHDTV対応であるにもかかわらずHDの高精細な映像では楽しめない事になってしまう。このため、旧来のAVファンから反発の声が上がった。そこで、対象機器が一般的に5〜6年程度で、新しい機能などを求めて新機種に買い替えられるなど、消費者の動向を根拠として、AACSではHD画質でのアナログ出力規制を段階的に実施することとした。まず2011年からアナログ出力はSD画質のみに限定され(2012年からは規格制定前の製品の継続販売も対象)、そして2014年からは、既存製品の中古品を除き、アナログ出力端子が設置された機器の製造/販売が全面禁止になる。
なお、映像の視聴が目的であってもHDCPに対応していないHDMI(またはDVI-D)入力端子付テレビやモニターでは映像が映らない事から、消費者や一部のクリエイターの中には、HDCPの位置づけは「アクセス制御技術」ではないかという見方もあったが、日本では2012年の著作権法改正で、暗号化を伴う技術的保護手段として、これを回避しての複製が私的複製の対象外として違法行為に当たるということが明文化された。

##### COPP（Certified Output Protection Protocol）
マイクロソフトが開発した著作権制御技術で、著作権制御を行うアプリケーションとGPUドライバとの間で暗号鍵の交換を行う。不正なGPUドライバの利用ができないようにしている。
Hyper-Vを有効にしている場合、AMDのGPUでCOPPがエラーとなる。

##### スカパー!
正確な名称は不明。2011年より順次導入され、AT-Xやディスカバリーチャンネル等で発生する、任意の視聴可能な映像フォーマットへの変換やその視聴を妨害する技術。手法としては、画像ES、音声ESに埋め込まれている同期信号とPCR同期信号の関係を意図的に妨害し、MPEG2 TSデコーダにバッファーアンダーフローを起こす事で録画視聴を妨害する。ARIB TR-B14/B15のみに準拠したチューナーでは、スカパー！がこの妨害を加えた番組の録画視聴を妨害される。放送局識別からスカパー!である事を検出しPCR同期からDTS同期に切り替える市販のチューナーはこの妨害を受けない。この問題は無反応機と見なされる、ハードウエア・ソフトウエアで顕著である。ARIB TR-B15の規定があるBS波のスカパー!ではこの妨害は2014年現在見られない。アップリンク・ダウンリンクの全資産を単独一社で負担するCS NDチャネルのみであり、また全てのチャンネルで妨害されている訳ではない。

### 音楽メディアなどに使用されているもの
前述の映像信号とは異なり、音声信号の場合は、アナログケーブルを使用しての複製は現在のところ無制限である。ここでは光ファイバーケーブルを用いたり、パソコンなどを用いて行うデジタル方式での録音・複製について紹介する。

#### SCMS（Serial Copy Management System）
SCMS（Serial Copy Management System）は、民生用のデジタルオーディオ機器（MD・DATなど）が装備するデジタルコピーの制御機構の1つ。詳細は当該記事を参照のこと。

#### HCMS（Hi-Speed Copy Management System）
HCMS（Hi-Speed Copy Management System）は、民生用の高速録音が可能なデジタルオーディオ機器（MD・CD-Rなど）が装備するデジタルコピーの制御機構。詳細は当該記事を参照のこと。

#### コピーコントロールCD
コピーコントロールCDの項目を参照のこと。

#### ALPHA-AUDIO
Alpha-Audioは音楽CDに入っている音源ファイルの流出、ディスク自体の複製を防止するために開発されたソリューション。
セキュリティ強度によってタイプの設定が可能。

### フロッピーディスクに使用されているもの
NECのPC-8800シリーズからPC-9800シリーズが全盛のころ、ゲームディスクなどでコピーガードが採用されていた。ゲーム開発メーカーが独自にコピーガードを開発する場合もあれば、コピーガード開発メーカーやメディア複製会社がその業務の一部として開発する場合もあった。初期の頃はガードも緩く、ユーザーもコンピュータの知識のある人に限られていたことから、自前でガードを解除する人も居た。初期の頃に使われた代表的な方法としては以下のようなものがある。
- トラックあたりのセクタ数やセクタサイズ、ギャップ長などを標準的でないものにする
- 故意にエラーセクタを挿入する
- 通常使える最終シリンダよりさらに後ろにあるトラック（オーバートラックと呼ぶ）に情報を記録する

OSに付属するディスクコピーコマンドでは標準的なフォーマットのみがサポートされており、このような初期の頃のコピーガードでもコピーできなかった。そのため、コピーガード解除とそれをサポートする専用ソフトウェアが開発され、パソコンソフトの販売店の一部で販売されることとなった。当初のコピーガード解除ソフトのメーカーは、コピーガードもそのままコピーすることで複製するオートモードの強力さで競争を行っていたが、次第にガードはきつくなり、パソコンのフロッピーディスクドライブでは再現不可能なコピーガードが登場すると、個々のガードの性質に合わせたファイラーあるいはパラメータと呼ばれるサブプログラムを配布する形式へと変化していった。
日本では単一メーカーで開発製造されていたNEC PC-9800シリーズ（PC-98）がパソコンの主流であったことから、フロッピーディスクによるコピーガードが広く行われていた。上述の手法以外にも、不正コピーを防ぐため、PC-98版のポピュラスの例では、マニュアルに記載された特殊な記号と英数字を紐付けるリストを参照せねば、起動認証を通過できない仕組みが導入されたが、認証自体を行わないようにプログラム本体を改変する仕組みのコピーツール（ファイルマスターなど）が登場し、この方法も意味をなさなくなった。それと前後する時期に、日本ファルコムが、コピーツールが物理フォーマット自体を認識できないようディスク面に特殊な加工を施した新たなコピーガードを採用したが、それも京都メディア社が開発した自動周期計測制御システム（Cバス用拡張ボード）と、それを応用した玲於奈98（ハードウェア・デュプリケータ）によって突破された。玲於奈98の仕組みはあらゆるコピーガードに対して万能であり、この登場により、フロッピーディスクにおける不正コピーを防ぐことは、事実上不可能となった。
海外では最低限の互換性だけで成り立っているIBM PC/AT互換機が市場の大部分を占有しており、極めて高度な互換性の隙を利用していたコピーガードそのものが早い時期に成り立たなくなった。また、消費者意識の高さから正当なユーザーに不便を強いるコピーガードに批判が多く、ディスクメディアにコピーガードを施すことはあまり普及しなかった。また、当初ハードウェアの差異の垣根を外すことを目的としていたWindowsそのものもコピーガードとの相性が悪く、日本でもPC/AT互換機とWindowsの普及と共にフロッピーディスクへのコピーガードは減っていった。
最終的に、フロッピーディスクのコピーガードを解除するソフトウェアが改正不正競争防止法の施行により違法なものとなったが、フロッピーディスクそのものが市場全体から敬遠され始め、事実上終息した。
CD-Rドライブなどは大変高価（50万円前後）で、一般の消費者は入手しにくかった。このため、ゲームメーカーが、コピー防止のためCD-ROMなどを積極的に採用していたこともある。しかし1998年頃からのCD-Rドライブの急速な普及による価格低下により、価格によるコピー抑止は限られた時期だけのものとなった。
なお、ゲームディスクのコピーガードが作動した場合は最初から立ち上がらない、オープニング画面から進まない、途中で強制的にゲームオーバーになるなどの他に、ゲーム中にNPCからコピーしたことを指摘されたりコピー行為を非難される、敵に絶対にダメージを与えられずゲームが進まない等、開発者の遊び心と思えるようなものもある。

### ゲーム機に使用されているもの

#### セガサターン
セガサターンでは、外周に記録されたコピーできない特殊フォーマット部分を読み取ることで正規品かどうかを判別する。特殊フォーマット部分より外側の記録面にSEGAのロゴがあったため、この方式はサターンリングと呼ばれた。

#### プレイステーション
プレイステーションのゲームディスクには、CD-Rなどではコピーできない領域が内周に記録されており、これを読み取ることで正規品かどうかを判別している。ただし、コピーできる領域に記録されたゲームデータはPlayStation PortableのUMDまでは一切暗号化されていない問題点も存在したが、PlayStation3以降は暗号化が行われ、PlayStation Vitaのカセットにも本来読み出せない場所にセキュリティデータを内蔵するようになった。
この機構が判明すると、このデータのパターンを常に送出するチップを装備する手法が出回るようになった。その為ソニー・コンピュータエンタテインメントは、正規品だと判別後も読み取りに関係なく正規品であるという信号が流れ続けると、今度はその信号を正規のものではないと判断する機構を追加で導入した。このパターンが発生すると、ゲームソフトの起動が停止し、画面上に『強制終了しました。本体が改造されているおそれがあります。』の文字と斜線マークがバックに表示される。ただし、この画面が表示されるタイミングはゲームソフトによって異なり、レッドハンドの表示後にゲームのbgmなどが鳴り続ける不具合を起こす場合がある。初期バージョンでは、強制終了されると赤い手のマークのみが画面に表示されていたことから、この方式はレッドハンドプロテクト（RHP）と呼ばれた。
なお、初期のプレイステーション本体には、未改造にも関わらずディスクレンズの読み取り不良などが原因でプロテクトに引っ掛かる不具合がある。

#### ファミコン/スーパーファミコン/NINTENDO64
ファミコンやスーパーファミコンやNINTENDO64には、海賊版を防止するためのCICチップが搭載されていた。ファミコンやスーパーファミコンのCICには特殊なアーキテクチャのSharp SM590/SM595が使われていた。
スーパーファミコンでも後期のソフトを中心にコピーガードが存在した（『スーパーマリオコレクション』など）。起動時、コピー品であると判定されると、「ビデオゲームのコピーは法律で禁じられています」といったメッセージが表示され起動できない。また、海外のSNESを使って強引に起動したり、コントローラー端子にスーパースコープなどをつないだまま非対応ソフトを起動した場合でも同じルーチンでエラー画面が表示されるケースがあった。ただし、稀にコピー品でなくても不具合で表示されることがある。スーパードンキーコングでは起動直後にコピーガードが表示されず、プレイヤーデータ選択後のマップ表示前にエラーが表示される仕様であったため、起動直後にコピー判定が入ったかの判定ができない問題点も存在した。

#### アーケード
専用チップやPROM、汎用プロセッサを使ったROMの復号が行われている。
- Hitachi FD1089/FD1094 チップ - SEGAのアーケード基板に使われている暗号化チップ。MC68000互換。
- SEGA 315-5881 チップ - SEGAのアーケード基板に使われている暗号化チップ。
- IGS027 チップ - 鈊象電子 (IGS) のアーケード基板に使われている暗号化チップ。
- CMC42 チップ、CMC50 チップ - SNKのMulti Video Systemに使われている暗号化チップ。
- M68705P5 チップ - タイトーのアーケード基板に使われている暗号化チップ。
- SLAPSTIC チップ - Atariのアーケード基板 (en:Atari System) に使われているコピーガードチップ。
- DALLAS DS5002FP チップ - ガエルコ (Gaelco) のアーケード基板に使われている暗号化チップ。Intel 8051互換。

### ゲームソフトに使用されているもの
これらディスクメディア型のプロテクト方法は、新たなメディアの出現と、ソフトウェアのダウンロード販売の普及により、今後消えていく傾向が見受けられる。

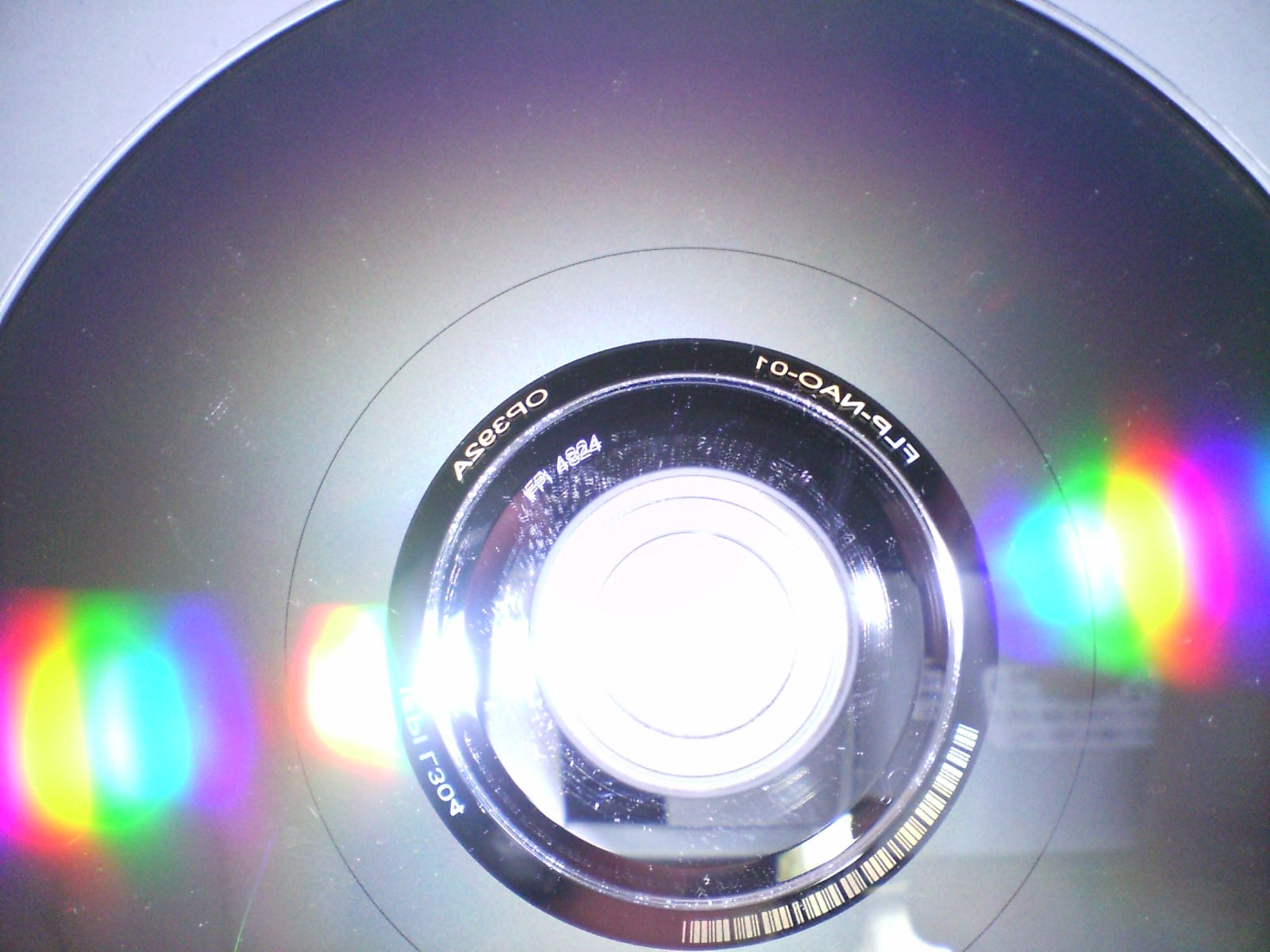
ProRingが適用されているCD-ROM。線状の領域が確認できる

#### ProRing
イーディーコントライブが開発した日本産のプロテクト技術で、コンピュータソフトウェア倫理機構が公認している技術。かつて「リングプロテクト（正式にはリングプロテック）」と呼ばれていたものとほぼ同様である。ディスクの記録面にあらかじめ無信号部分を作成し、エラーセクタとして認識させることで不正コピーを防ぐ。無信号部分が黒い線として視認できるのが特徴である。誤動作はほとんど無いが若干コピーされやすい。また、プロテクト領域には有用なデータを書き込めず、無信号部は1本につき40MBであるため、メディア中に使用できる容量が無信号部1本あたり40MB減ってしまうのも問題である。（無信号部分が2本、または4本のものも存在するため、2本なら80MB、4本なら160MBが使えなくなる）。

#### SafeDisc
米国・Macrovision(現ロヴィ)が開発したパソコン向けCD-ROM用プロテクト。ディスク上に故意にエラーセクタを挿入し、読み込み時にそれをチェックすることにより正規品を見分ける（ディスクのコピー時にはもっぱらエラーセクタを補正しようとするのを利用）。CDのATIP情報を読み込み、CD-ROMとCD-R/RWを判別する仕組みも途中で組み込まれた。複製を防止する能力は高いが、正規品をコピー品と間違える、いわゆる誤動作の発生率もやや高い。プロテクト解除技術向上に合わせバージョンアップを重ねている。
セキュリティ上の問題があり、Windows 10上では、SafeDiscを採用したタイトルは動作しない。

#### Alpha-ROM
韓国・SETTEC社が開発したパソコン向けCD-ROM用プロテクト。ディスク上に故意に重複したセクタを設置し、そのセクタがあるかどうかで正規品を見分ける（重複したセクタのアドレスや内容はコピーされない）。セクタの重複がなければデータとしても破損している。2003年1月（日本導入）以前のバージョンは一部ドライブメーカーのドライブで高い誤動作率を出した（この誤動作は、開発元の韓国、および日本国内の研究室ではほとんど使用されていなかったメーカーのドライブで発生した。特にパナソニック製で発生し、ピックアップ開始エリアが丁度エラーセクタの場所から開始していたため）。しかしそれ以降のバージョンはさほど多くなく強度が強い。このため美少女ゲーム界ではもっとも普及している。しかしこのプロテクトを採用したCDは構造上CD-ROM規格から外れているのではないかとの指摘もある。
2012年12月、Windows Vistaの32bit版のセキュリティアップデートにより、Alpha-ROM採用タイトルの一部が実行時エラーを起こすようになったため、SETTECはWindowsUpdateの更新プログラムであるKB2779030、KB2758857、KB2753842、KB2761465の4つを削除することで動作すると解決方法を提示した。これによりゲームは動作するが、リモートからのシステム制御をされる可能性のある脆弱性が修正されない。特にMS12-077（KB2761465）をアンインストールするとJapan Vulnerability Notes（JVN）のCommon Vulnerability Scoring System（CVSS）評価において最大値が10のところ、9.3という深刻な脆弱性を残すことになりセキュリティ面で問題が残る。
また特許の保有によりプロテクトを再現可能な状態でバックアップしたりプロテクトを回避したりするのは違法とされてきたが、2014年に特許権利抹消済となったことにより、違法ではなくなった。
SafeDisc同様、セキュリティリスクになり得るためWindowsでは動作不能となった。

#### Tagès
MPOとthe Thales Groupによって開発された、Alpha-ROMの元になったプロテクト。Alpha-ROMと違い二重セクタしかない。

#### ROOT
ハドソンと日本ビクターが共同開発した国産プロテクト。重複セクタと、断続的に配置された欠落セクタを用いることで不正コピーを防ぐ。

#### CD-Cops
Suncarlaが開発したコピープロテクト。ディスクの記録密度をチェックし正規品であるかを判定する。

#### Star Force
Star Force社が開発したパソコン向けCD-ROM/DVD-ROM用コピープロテクト。そのほとんどは起動もしくはインストール時にシリアルIDを入力する。起動時にディスクの記録密度により、正規品であるかチェックする。ドライブに負荷を与えることや誤作動が多く、問題点が多い。競合技術の多くがWindowsのセキュリティリスク対策として使用不可となる中で、Star ForceはWindows 10まで対応している。

#### SecuROM
Sony DADCが開発したプロテクトシステム。データトラックのサブチャネルへの認証用データの書き込みや、データ領域の記録密度の変更による特殊構造の生成など、複数のテクニックが組み合わせて使用されている。最新バージョンでは、オンラインによる認証システムにも対応している。
ただし、バージョンによっては実装が非常に雑でプロテクトの動作そのものに対する考慮が甘く、SCSIやIEEE1394a接続のドライブを使用している場合に、バスロックを引き起こしてOSやHDDを巻き込んでクラッシュを起こす場合がある。例えばSecuROM5-DVDが使われているelfの下級生2Windows版において、その挙動が確認されている。
セキュリティ上の問題があるため、Windows 10上では、2003年から2008年のSecuROMを採用したタイトルは動作しない。

### コンピュータソフトウェアに多く使用されているもの
ソフトウェア自体は、プロダクトIDなどでインストール制限しても、ハードディスクにコピーされたソフトウェアはコピーすることが可能であるため、今では、バックアップコピーも考慮して、インストールの制限、プログラムファイル自体のメディアのコピー制限は行わない。
ソフトウェアが正当なユーザーに使用されているかどうか確認するために、ソフトウェアを起動するときに複製が困難なライセンス（ドングル・アクティベーションコード）で認証する。ソフトウェア本体にそのライセンスが正当なものであるかをチェックするルーチンを備えているため、そのプログラムをソースコード解析（クラッキング）により、改変することでその認証を無効化することが可能である。そのためBtoB向けに使用される有名なドングル（アラジン社 HASP など）では、アンチクラッキング技術を提供するバイナリレベルでのプログラムラッピングツールを提供している（いわゆるコピープロテクト仕様に変換する）。これを使用すれば、プログラムの改変も検知可能であり、デバッガ、メモリダンプなど一般的なクラッキング手法からも守られる。

#### ドングル
USB・ADB・パラレルポートなどに『ドングル』と呼ばれる専用のハードウェアを装着することにより、保護対象のプログラムの使用を許可する方法である。この方法も、ソフトウェアのコピー・インストールを可能とした上で、ドングルによりライセンスを認証することで、ソフトウェアの無制限な使用・利用を阻止することができる。ただし、ドングルが故障・破損したり、ドングルそのものを紛失してしまった場合には起動が不可能になる。ソフトウェアベンダーごとに異なる複製困難なライセンス（ハードウェア）であることに価値があるため、専用ハードウェアの設計・製造におけるセキュリティ技術力が必要で、ハードウェアの費用が比較的高い。またソフトウェア開発キットに付属のラッピングツールは、クラッキングに対する耐性を強化する機能を提供している。
- 代表的な製品例
  - Aladdin Knowledge Systems, Inc (現SafeNet, Inc)/HASP SRM（国内では アラジンジャパン から現在は日本セーフネットが直接販売・サポート）
  - SafeNet社/SENTINEL KEY（国内では 技研商事インターナショナル から現在は日本セーフネットが直接販売・サポート）
  - Feitian Technologies社/Rockey（国内では 飛天ジャパン が販売）
  - SecuTech社/UniKey
  - コナミのe-amusementを搭載したほぼすべてのPC基板のアーケードゲーム

#### アクティベーション
アクティベーションとは、ソフトウェア導入時、ソフトウェアの初回起動時などにシリアルナンバーや導入マシンのハードウェア情報から一意に特定できるナンバーを発行し、そのナンバーに従ったコードをインターネットや電話経由で伝えることによって、特定のマシンのみでソフトウェアの使用を許可するプロテクトのことである。Windows XPやWindows Vistaなどがその代表例である。ライセンス取得後、ソフトウェアが起動すると、保護されたプログラムは、使用許可したPCで実行されているかを確認する。従来は電話・FAX・メールなどで、ライセンスの発行を行っていたが、ダウンロード販売・ライセンスのみの販売などCD・DVDなどを使わないメディアレスなソフトウェア提供が増えていることを背景に、最近ではインターネットを通じたライセンス認証が主流。
- 代表的なメーカー例
  - Aladdin Knowledge Systems, Inc(現 SafeNet, Inc)/HASP SRM SL（国内では アラジンジャパン から現在は日本セーフネットが直接販売・サポート）
  - Acresso Software社/FlexNet
  - SafeNet社/SentinelRMS（国内では技研商事インターナショナルから現在は日本セーフネットが直接販売・サポート）

#### マニュアルプロテクト
取扱説明書（マニュアル）などを参照し、そこに印刷されている文字（シリアルナンバーなどと呼ばれる数桁の英数字が多い）の入力を求め、正しい入力がない場合には動作を制限するという、取扱説明書の複製コスト面でコピー意欲を削ぐものである。PC黎明期にはいくつも見られた。ファンタジー系のゲームで付属している「翻訳ホイール（Translation wheel）」も同種のものである。
取扱説明書そのものにコピーガードを施したものもある（例：白黒コピー機で判別が困難になる色の組み合わせを使用する）が、そうしたプロテクトが正常に作用するかは、そのコピー機次第である。ただし、カラーコピーした場合や、手入力でその文字をインターネットに流出させた場合には、そういった工夫も意味を成さない。オンラインソフトのシェアウェアでも広く用いられ、この場合は電子メールを通して入力すべき文字を伝えるようになっている。

#### ライセンス違反であることを明示する方式
起動時にライセンス違反であることを明示し、心理的に使用意欲を削ぐ事を試みたり、正規ユーザーへの転換を喚起するもの。

#### キー・ディスク
特定のディスクを挿入しないと、ソフトウェアが起動できないようにする方式。ソフトウェアのインストールディスクを流用する場合が多い。

#### 一部機能制限
本来の機能の一部あるいは全部を利用できなくすることで、正規ユーザーへの転換を喚起するもの。
昔のゲームには、ストーリーがある程度進んだ段階で村人が「改造だろ」としか言わなくなり話が進まなくなったり、もしくはバッドエンドの一つとして「主人公が不正コピーをしていることがばれる」といった展開があったり、さらには本編がクリア不可能なほどに難しくなる（敵が核ミサイルを乱射してくる等）などといったお遊び的な要素が含まれていることもある。

### 紙メディアなどに使用されているもの
紙幣、一部の公文書や定期券など、複製や走査（スキャン）などで取り込んでの偽造が問題になりえる紙メディアには、ホログラムや特定のパターン（線幅が細かいため意図的にモアレが出やすい、コントラストが変化すると潜在化していた模様が顕在化するなど）を配することによって、偽造を困難にさせる機構が導入されている。特に紙幣には、紙の厚さや質を変えて光にかざすと特定の模様がうかびあがる「透かし」という偽造防止技術が使われている。また、スキャナでは検出しにくい特定の蛍光色インクを使った印刷技術が、日本の全ての紙幣に導入されている。その他、詳細は紙幣#偽造防止技術の項を参照のこと。
印刷物に人間の目には見えない、または気にならない程度の特定のパターンを埋め込み、コピー機側でそれを読み取ることでコピーを禁止する技術などもある。元となる偽造検出技術をオムロンが開発した、ユーリオンと呼ばれる紋様は5つの点の配置パターンから構成され、おもに各種紙幣などこの紋様が含まれている画像をスキャンしようとすると、コピー機が動作を停止する。またAdobe Photoshopなどの画像編集ソフトにおいては、印刷動作が禁止されるなどの制限がかかる。
紙メディアのコピーガードの一例として、コンビニエンスストアなどで発券される乗車券や入場券、一部の自治体が発行する書類などには、複写機でコピーを取ると、コピーの方に“複写”や“無効”などの文字が現れるような仕掛けを設けている場合がある。これは白と黒で表現した中間調の地に白と黒の中間色で文字を埋め込んでも（逆の組み合わせでも良い）、人間の目では識別できないが、一般のコピー機のγ特性が人間の視覚とは違う為にコピーをとると埋め込んだ文字が見えるようになる為である。従って、厳密にγ特性を管理している複写機や、スキャナとカラープリンタの組み合わせでは埋め込んだ文字は現れない場合がある（この脆弱性は消費者金融業者には広く知れ渡っており、住民票の偽造を行ったとして摘発された業者もある）。

## 技術的保護手段回避の禁止

### 現在の著作権法の規定
先述のようなコピーガードを回避・消去する装置を仮に作ることが出来たとしても、それを販売・配布することは著作権法及び不正競争防止法で禁止されている。なお著作権法においては、当該コピーガードは下記技術的保護手段の要件を満たしている場合のみ適用される。
また、その著作物等の著作権を有していないにも関わらず、これらの装置を使ってコピーガード（下記技術的保護手段の要件を満たしているものに限られる）を消去・回避によって可能となる複製を、その事実を知りながら行うことは、著作権法上の私的使用の範囲から明文で除外されており（同法第30条第1項第2号）、そのような私的使用の範囲外の複製は著作権侵害行為となる。なお、その著作物等の保護期間が満了した場合は、パブリックドメインとなるため、コピーガードを消去・回避して録音・録画を行ったとしても、合法となる。しかし、パブリックドメインになっても、その著作物等を著しく改変（権利管理情報の除去や改変が含まれる）したりすると、著作者人格権または実演家人格権を侵害する恐れがある。
技術的保護手段
電子的方法、磁気的方法その他の人の知覚によつて認識することができない方法により、著作者人格権若しくは著作権又は実演家人格権若しく著作隣接権を侵害する行為の防止又は抑止（著作権等を侵害する行為の結果に著しい障害を生じさせることによる当該行為の抑止をいう）をする手段（著作権等を有する者の意思に基づくことなく用いられているものを除く。）であつて、著作物等の利用（著作者又は実演家の同意を得ないで行つたとしたならば著作者人格権又は実演家人格権の侵害となるべき行為を含む。）に際し、これに用いられる機器が特定の反応をする信号を著作物等に係る音若しくは影像とともに記録媒体に記録し、若しくは送信する方式又は当該機器が特定の変換を必要とするよう著作物等に係る音若しくは影像を変換して記録媒体に記録し、若しくは送信する方式によるものをいう。（主旨、法2条1項20号）

## コピーガードへの批判
複製・コピーがコピーガードにより制限される中、一方で「私のお気に入り」といった形でベスト盤を作ったり、テレビCMの部分だけをカットして編集するなど、音楽・映画ソフトを自分の好みに合わせて楽しみたいと思うことはごく自然なことであり、CD・DVDなどのメディアが破損した時のバックアップを取りたいと考えるユーザーも少なくない。この他、旧世代化や規格争いでの敗退により、その規格に対応する機器等が次第に入手・修理しにくくなることを考えて、より新しい規格などにデータを移行させたいと考えるユーザーも少なからず存在している。
それゆえ、合法的にお金・代金を払っている利用者に対しても過剰な使用制限をかけているのではないかと問題視する意見も多い。アメリカの「フェア・ユース規定」にあたるものが日本には無いため、今後は著作権者等の権利が過剰に保護され、ユーザが経済的な負担を強いられると共にユーザビリティも失われていくのではないかと懸念する声もある。
仮に非正規の手段でコピーガードを回避する方法が発見された場合、もはや不正利用対策としての効果は期待できない一方で、正規の利用者は引き続き不便を強いられることとなる。
しかし、2004年末頃から各音楽メディア会社はユーザーからの激しい批判を受けたコピーコントロールCDの販売を縮小する方向に入った（一部の会社や著作者は、その効果に疑問を呈して当初から同技術を採用しない方針を取っている）。
行過ぎた著作権保護技術は、ユーザーの不信感を招き、放送や記録メディアなどにおける新技術も、コピーガードが足かせとなって普及を妨げかねない。例えば、DVDレコーダーは2006年の日本国内出荷台数が前年までと比べ著しく低下したが、この原因の1つに過剰な著作権保護技術の搭載によって、従来からのVHSやS-VHS等のアナログ規格に比べて使い勝手が悪化したことが挙げられている。
過去には、デジタル記録方式のメディアについて、著作権管理団体からの過剰な著作権保護要求がネックとなって、結局ほとんど普及せず短命に終わった製品も多くある。
デジタルテレビ放送に関しても、2004年4月5日より始まった「コピーワンス」規制が、普及阻害の原因の一つに挙げられ、コピー制御の緩和（数回までのコピーを可能とするなど）を検討に入り、2008年には「ダビング10」という規制緩和策が生まれた。しかし、暗号化を伴う著作権保護が施されているため、合法的にメディアの孫コピーが作成できないなど依然として使い勝手が悪く、多くの消費者の間で不満の声がある。
なお、日本のデジタルテレビ放送におけるコピーガードについては、「B-CAS」の項目で、詳しく解説しているので、そちらを参照のこと。

## リージョンコード等について
電機メーカーやコンテンツメーカーがビデオソフトなどを利用できる地域を制限することは、消費者の財産権・知る権利や幸福追求権に反すると考えられる。Blu-ray Discでは、現在主流のDVDとは異なり、リージョンコードこそあるものの日本のリージョンコードがアメリカと同じになっている。これからは、アメリカ国内でのみ販売されているコンテンツを、日本向けの機器で視聴が可能になる可能性もある。また、現在主流のDVDについても、一部のメーカーからはリージョンコードフリーのプレーヤーも販売されている。日本は２かALLとなる。

## 攻撃的なコピーガード
上記の通り、他人の著作物等に施されているコピーガードを回避してコピーを作成する事は違法行為であるが、違法である事を知りながらコピーガードを回避する一般消費者は依然として後を絶たない。そうした中、無許可での複製を防ぐために、ユーザーに断り無く秘密裏に監視ソフトをユーザーのパソコンに組み込んだり、不正を行った場合にユーザーのパソコンのデータを消去するような、攻撃的なコピーガードも登場した。前者の方法は多くの正規利用者にも影響が及ぶ。自己の権益保護のために他者の権利に損害を与えるような手段は自己防衛のためといえども自力救済を禁じた近代法の理念に反し、そのような行為は電子計算機損壊等業務妨害罪や電磁的記録毀棄罪などに問われる可能性がある。2011年の刑法改正で、このような攻撃的なコピーガードの作成および提供が不正指令電磁的記録に関する罪に問われることとなり、法が世論に追いついたことで、少なくとも日本においてはこのようなコピーガードはほぼ姿を消した。
WinGroove事件 
シェアウェアのソフトウェアシンセサイザ「WinGroove」に、不正に流通している特定のIDとパスワードを入力すると、ハードディスクのFATを消去しデータを読み出せなくしてしまうトラップが仕掛けられていた事件。なお、作者は試験的に作って組み込んだトラッププログラムを取り除かずに誤って公開してしまった事故と主張している。その後のバージョンのWinGrooveにはこのルーチンは実装されていない。
Vocal Cancel事件 
シェアウェアの音声ファイル変換ソフト「Vocal Cancel」に、不正に流出していた特定のIDとパスワードを入力すると、トロイの木馬としての活動を開始するというトラップが仕掛けられていた事件。作者は意図的にこの機能を実装したことを認めている。
ソニーBMG rootkit事件 
ソニー・ミュージックエンタテインメント (米国)のCDに入っていた、著作権管理ソフトウェアXPCにマルウェアの一種ルートキットが組み込まれていた事件。アメリカでは訴訟騒動にもなった。
EAによるSecuROM問題 
ビデオゲーム開発大手のエレクトロニック・アーツ社が自社製品とその体験版にSecuROM技術を組み込み、それを利用するパソコンにおいてインストール回数が3回までに制限されたり、製品と同時にインストールされたSecuROMソフトウェア自体の削除が不能になったり、ポータブルデバイスおよびリムーバブルデバイスへのアクセスが出来なくなったというもの。また、訴状によればSecuROMはコンピュータの基幹部分にインストールをされ、当該コンピュータ端末の動作を監視、一定状況下での動作を制限したりコンピュータの処理能力を乗っ取り情報をエレクトロニック・アーツ社に送信しているとしている。

## その他

### デジタル放送における、いわゆるコピーワンス（B-CAS・ACASを利用したスクランブル放送等）
放送の録画を制限する法令はないが、制御信号のエンフォースメントを理由として無料放送で実施されているB-CASカード・ACASチップを用いたスクランブル放送は、結果的に受信機（TVや録画装置等）市場の大手家電メーカーによる独占を招いており、私的独占の禁止及び公正取引の確保に関する法律（独占禁止法）違反であるとの指摘がある。また、スクランブル放送開始後（いわゆるコピーワンス開始後）は株式会社B-CASと契約を締結しなければ一切の放送視聴が不可能（シュリンクラップ契約の締結により開封されたB-CASカードを機器に挿入しなければ、スクランブルが解除されない）であり、あまねく受信を義務付けた放送法への抵触など、数々の法令違反の可能性が指摘されている。詳しくは、B-CASを参照されたい。

### ストリーミング配信
ストリーミングでは、ファイルをダウンロードしながら再生を行うため、基本的に受信したファイルは保存されない。主にダウンロード完了後の再生では大きな支障が出るライブ配信などで用いられるが、コピーガード目的でストリーミング配信限定とするケースも見受けられる。但し、超低速回線（〜1Mbps）では再生すらできない場合がある、フリーソフトなどによる回避手段が存在するなど、十分ではない点も多い。

### 創作コピーガード画面のインターネット・ミーム化
『マリオパーティDS』のコピーガードを映したと主張する動画が投稿され、2020年末より話題を呼んでいる。これはほぼ創作動画であると結論付けられているが、この件をきっかけに、任天堂タイトルに海賊版対策を警告する架空のホラー演出を導入するネタはインターネット・ミーム化してきており、アンチパイレシースクリーンと呼ばれる。一方、この種のミームの存在から、過去のコピーガードについて実在するかどうかの裏付けの有無が取り沙汰され、その少なからずについてユーザーが面白がって創作したという疑念が抱かれるようになった。

## コピーガードに関連する日本の法律
- コピーガードの定義 - 著作権法（昭和四十五年法律第四十八号）第2条の20.e-Gov法令検索. 総務省行政管理局
- コピーガード回避・消去装置の販売等の禁止 - 不正競争防止法（平成五年法律第四十七号）第2条の10.e-Gov法令検索. 総務省行政管理局  、著作権法（昭和四十五年法律第四十八号）第120条の2.e-Gov法令検索. 総務省行政管理局
- コピーガード回避・消去装置による録音・録画の禁止 - 著作権法（昭和四十五年法律第四十八号）第30条.e-Gov法令検索. 総務省行政管理局